# Getto w Krzemieńcu
Getto w Krzemieńcu – getto dla ludności żydowskiej zorganizowane przez okupacyjne władze hitlerowskie w czasach II wojny światowej w Krzemieńcu.
W 1941 roku w Krzemieńcu mieszkało ponad 8,5 tys. Żydów. Pierwszego dnia okupacji niemieckiej (3 lipca 1941) ukraińscy nacjonaliści dokonali antysemickiego pogromu, w którym zginęło co najmniej 130, a według niektórych źródeł nawet od 300 do 500 Żydów. Przyczyną pogromu stało się odnalezienie zwłok więźniów zamordowanych przez NKWD przed ewakuacją z miasta.
Getto w Krzemieńcu utworzono 26 lutego 1942 roku w starej części miasta (według innej wersji nastąpiło to 1 marca 1942). Zamknięto w nim 8 tysięcy Żydów. Byli oni wykorzystywani przez Niemców do ciężkich prac. W getcie głodowano.
9 sierpnia 1942 roku 1,2 tysiąca Żydów-rzemieślników przeniesiono do pobliskiej Białokrynicy. Następnego dnia dowództwo SD przy udziale niemieckiej żandarmerii i ukraińskiej policji przystąpiło do likwidacji getta. Żydów rozstrzeliwano w rejonie dawnej fabryki tytoniowej i wrzucano do dołów i rowów. Masakry odbywały się etapami:
- 10 sierpnia 1942 rozstrzelano ok. 5 tys. osób, w tym także Żydów z Bereżców, których przywieziono do Krzemieńca ciężarówkami;
- 14 sierpnia 1942 rozstrzelano 1,5 tys. osób;
- 16 sierpnia 1942 rozstrzelano ok. 400 Żydów z Białokrynicy oraz dwie ciężarówki z osobami wyłapanymi na terenie getta;
- 20 sierpnia 1942 rozstrzelano 1210 osób;
- W nocy na 2 września 1942 ukrywający się w getcie Żydzi wzniecili pożar (według innej wersji getto zostało podpalone przez oprawców, by zmusić ukrywających się do wyjścia z kryjówek; według jeszcze innej – getto podpalili rabusie pożydowskiego mienia). Na Żydów urządzono obławę, podczas której rozstrzelano kilkaset osób. Tego samego dnia rozstrzelano 120 rzemieślników, których wcześniej przywieziono z Białokrynicy do krzemienieckiego więzienia.

Na cześć pomordowanych wzniesiono w Krzemieńcu dwa pomniki.